# Mogi Mirim

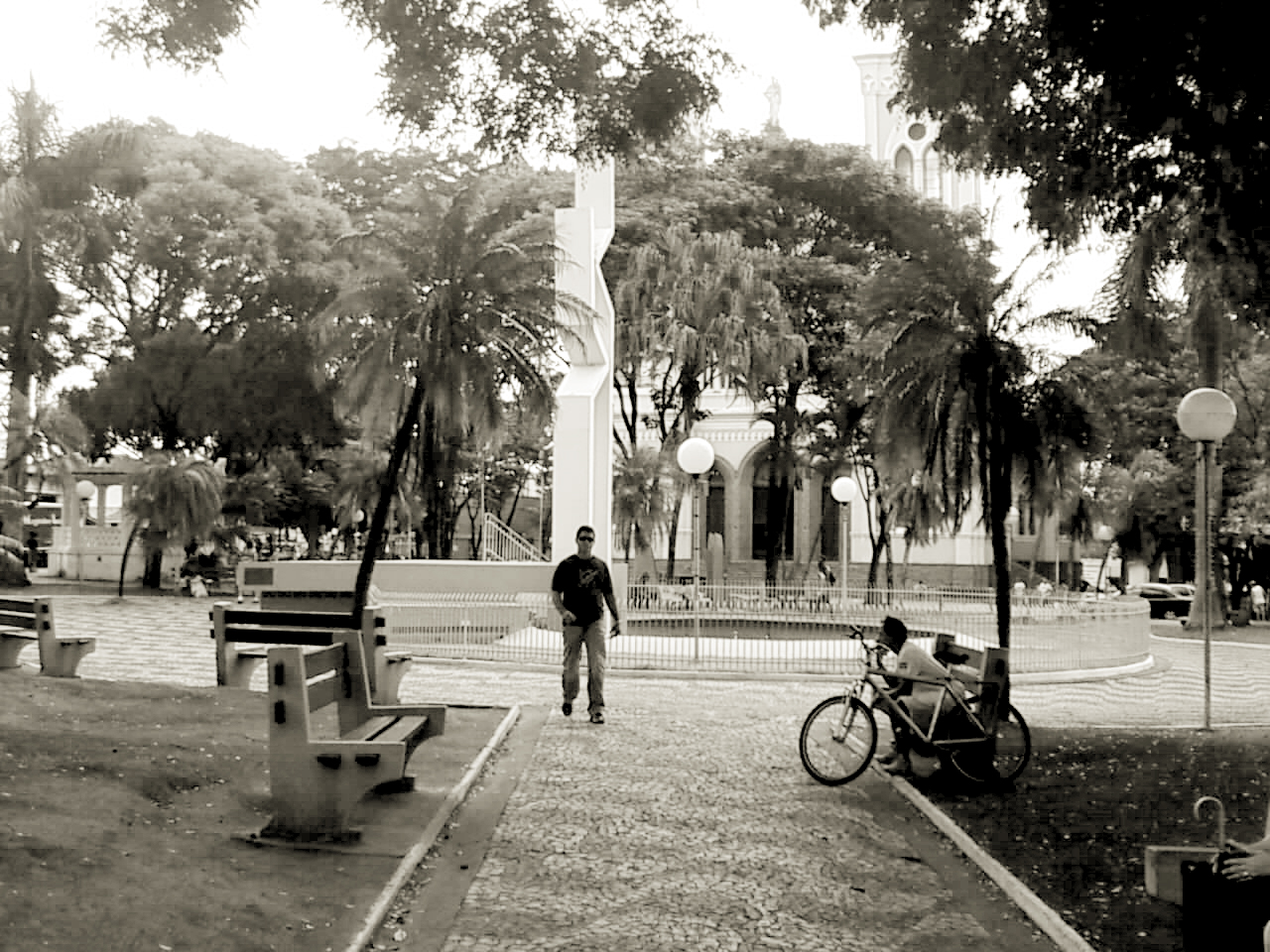
Plaza del municipio Mogi Miriam.

Mogi Mirim es un municipio de la región oriental del estado de São Paulo, Brasil.
Tiene una población de 90.558 (2013) habitantes, con una densidad de 181,48 hab./km², en un área de 499 km².

## Historia
Su nombre, de origen tupí, tiene la interpretación más aceptada " pequeño río de serpientes " , o algún " pequeño río que serpentea como una serpiente " , aun cuando no existe en la región, no Serpentario registro.
El asentamiento de la región , que fue habitada por los indios Kayapo , comenzó alrededor de 1720, con el paso del Paulista que fue al estado de Goiás en busca de oro . El campamento de Mojimirim ya tenía una buena cantidad de habitantes el 29 de julio de 1747, cuando comenzaron a excavar en los cimientos de la iglesia primitiva parroquia de la parroquia de San José fue creado en 1751, escindida de la parroquia de Nuestra Señora de la Concepción de la materia, Mogi actual . La elevación de la parroquia de San José de Mogi Mirim la aldea se produjo el 22 de octubre de 1769, después de la escisión de Jundiaí . El pueblo de San José de Mogi Mirim abarca ahora un territorio enorme, con límites en el río Atibaia y el Río Grande , esta en la frontera entre São Paulo y Minas Gerais. Con el paso del tiempo, fueron formando los campos y pueblos como Franca, Casa Blanca, Río Claro, Mogi , Itapira , São João da Boa Vista, Serra Negra, Pinhal y muchos otros.
Por ley número diecisiete , de 3 de abril de 1849, el presidente de la provincia de São Paulo , el Padre Vicente Pires da Mota , levantó la ciudad de Mogi Mirim en ciudad. Por ley provincial del 17 de julio de 1852, Mogi Mirim se convirtió en la sede del distrito.
En 1886 , los agricultores de Mogi Mirim comenzaron la puesta en común del trabajo de los inmigrantes extranjeros , sobre todo italianos , españoles y , más tarde, sirio - libaneses y japoneses ), que jugó un papel importante en las plantaciones de café y algodón y los ferrocarriles de la Compañía Mogiana Ferrocarriles .
Ley N º 4974 , vigente desde el 11 de junio de 2010, establece el funcionario la ortografía de la ciudad como " Mogi Mirim " por la voluntad de la mayoría de los representantes legítimos de la grey mogimiriana en la decisión soberana de la plenaria de la Asamblea Legislativa .

## Economía

### Sector Industrial
Mogi Mirim tiene dos distritos industriales :
- José Marangoni , que se encuentra en el margen de carretera SP-147 en su lugar antes conocido como Parque de la empresa.
- Luiz Torrani situado a orillas del SP -340 carretera.

El sector es diverso , con varias ramas industrias :
- Metalúrgica y partes: Lindsay, Eaton, Sabo, Tenneco Metal 2 , AllevardRejna .
- Con: Fundición Regali .
- Piezas Sanitarias : FORUSI accesorios metálicos .
- Eléctrica: Balestro , Marangoni , Súper Watts.
- Alimentaria : Marte .
- Bebidas : AmBev .
- Zapatos: Zapatillas.
- Materiales quirúrgicos: Baumer .
- Fabricante de papel : Sudamericana .

### Sector agrícola
El sector agrícola también es importante, debido a las grandes plantaciones de yuca y naranja.

### Sector servicios
El sector servicios tiene oficinas corporativas , tales como:
- Barros Auto Parts, un distribuidor de partes de automóviles .
- Grupo Santa Cruz , el conglomerado de transporte compuesta por Viacao Santa Cruz, Cristália expreso, Nasser y Transul .
- Concesionario Renovias , el grupo CCR .
- Cemirim , empresa de distribución de energía .
- Itaú. CTO , centro de datos en construcción a las márgenes de la rodovia SP-340.[1]

El sector comercial está bien estructurado , que tenía en sus cadenas de tiendas comerciales , bancos y cines.

### Educación
- Educación Básica:
  - Escola Técnica Pedro Ferreira Alves[2]
  - CEL - Centro de Estudo de Línguas (Escola Estadual Monsenhor Nora)
- Educación Superior:
  - Fatec Mogi Mirim "Arthur de Azevedo"[3]
  - Faculdade Santa Lúcia (Associação Educacional e Assistencial Santa Lúcia, CNPJ 60.717.261/0002-30)[4]

### Cultura
Hay dos museos:
- Museu Histórico e Pedagógico Doutor João Teodoro Xavier
- Centro de Memória

Cuenta con dos centros culturales:
- Centro Cultural Professor Lauro Monteiro de Carvalho e Silva
- Casa da Cultura de Martim Francisco

Y dos bibliotecas:
- Biblioteca Pública Municipal Guilherme de Almeida
- Biblioteca Pública de Mogi Mirim

Y dos grupos de teatro activos:
- Cia Imagem Pública
- Vidraça Cia de Teatro.

## Deportes
- Mogi Mirim Esporte Clube: juega en el Campeonato Paulista de Fútbol.
- El estadio Romildo Vítor Gomes Ferreira tiene capacidad para 32.000 personas.

## Transporte

### Aeropuerto
La ciudad posee un aeroporto dotado de las siguientes características:
- Indicador de localidade (padrão ICAO): SDMJ
- Ubicación geográfica:22°24′36″S 46°54′19″O / -22.41000, -46.90528
- Clasificación: aeródromo civil público.
- Pistas: dos pistas de tierra, cabeceras 12 y 30, de 1500 metros de comprimento por 30 metros de largo.

### Accesos rodoviários (Carreteras)
- SP-340: interliga Campinas e o sul de Minas Gerais. Cruza Mogi Mirim pelo lado oeste.
- SP-191: interliga Mogi Mirim a Araras e Rio Claro.
- SP-147: interliga Mogi Mirim a Limeira (oeste) e Itapira (leste).

- SP-340: interliga Campinas e o sul de Minas Gerais. Cruza Mogi Mirim pelo lado oeste.
- SP-191: interliga Mogi Mirim a Araras e Rio Claro.
- SP-147: interliga Mogi Mirim a Limeira (oeste) e Itapira (leste).

## Religión
El Cristianismo está presente en la ciudad de la siguiente manera:

### Iglesia Católica
La iglesia católica del municipio forma parte de la Diócesis de Amparo.

### Iglesia Protestante
En la ciudad están presentes las más diversas creencias evangélicas, principalmente pentecostales, incluidas las Asambleas de Dios de Brasil (la iglesia evangélica más grande del país), Congregación Cristiana, entre otras. Estas denominaciones están creciendo cada vez más en todo Brasil.

## Feriados Municipales
- 19 de marzo: Fiesta de San José, patrono.
- 22 de octubre: aniversario de la ciudad.